# Ottone di Strasburgo
Ottone di Strasburgo, anche Ottone di Hohenstaufen o Ottone di Staufen, (... – 3 agosto 1100) fu conte del Riesgau della stirpe degli Hohenstaufen e fu nominato vescovo e principe imperiale di Strasburgo nel 1082. Rimase in carica fino alla sua morte sotto l'imperatore Enrico IV di Franconia (che lo investì a vescovo nel 1084) e sotto i papi Clemente (III) (che lo consacrò), Urbano II (al quale si sottomise nel 1096) e Pasquale II.
Ottone svolse un ruolo chiave nella fondazione e nel finanziamento del monastero familiare di Sainte-Foy a Schlettstadt. Dopo la sua sottomissione al partito gregoriano, prese parte alla prima crociata.

## Biografia

### Origini e famiglia

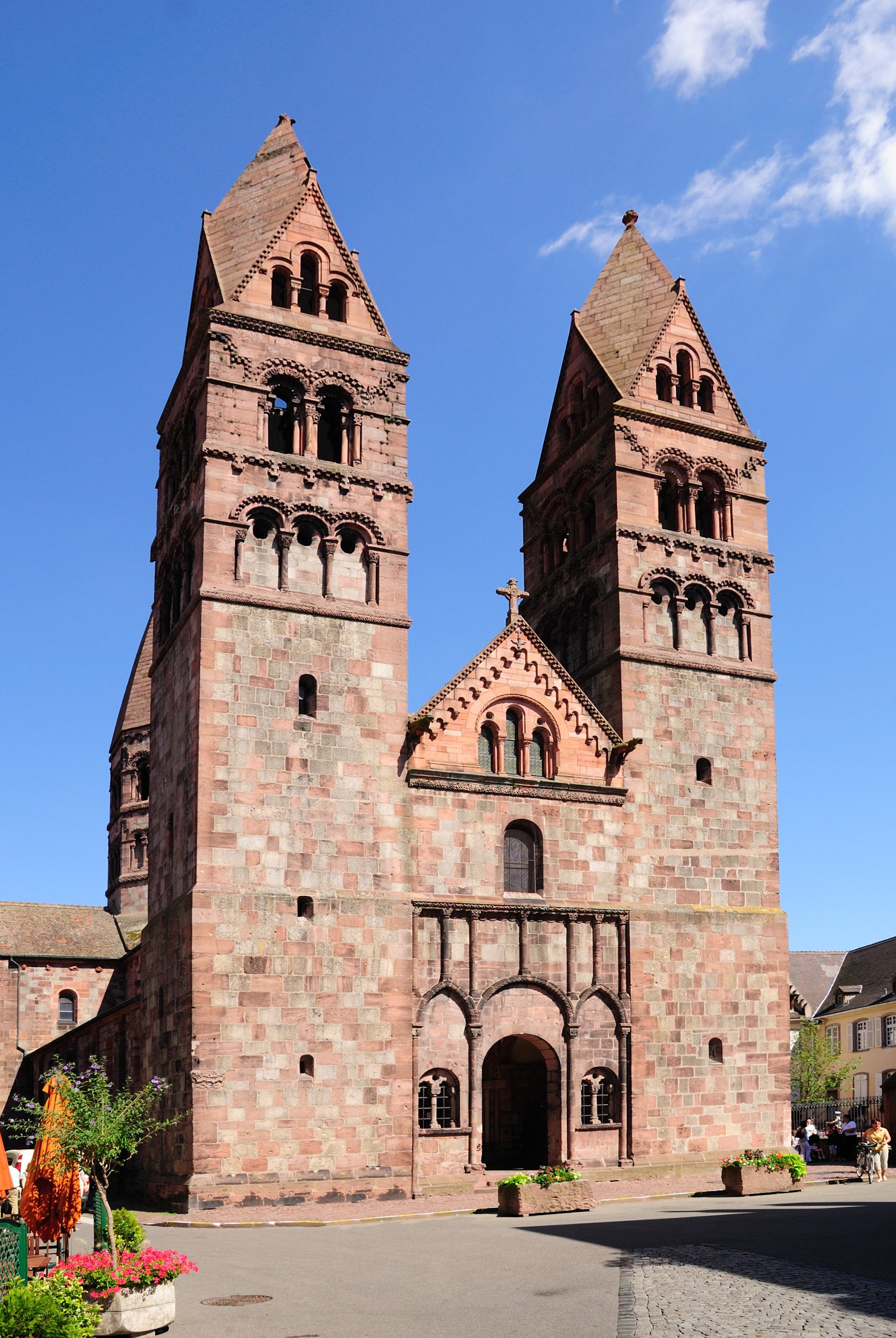
Chiesa priorale di Sainte-Foy di Sélestat

Ottone era il secondo figlio del conte Federico di Büren, considerato il capostipite della stirpe Staufer. Sua madre era Ildegarda di Egisheim (chiamata anche Ildegarda di Hohenlohe); fu contessa palatina di Breisgau e contessa nel Riesgau e morì di peste nel 1094. Il fratello maggiore di Ottone era Federico, dal 1079 duca di Svevia e primo duca Staufer a governare l' Alsazia e la Svevia.
I fratelli minori di Ottone erano:

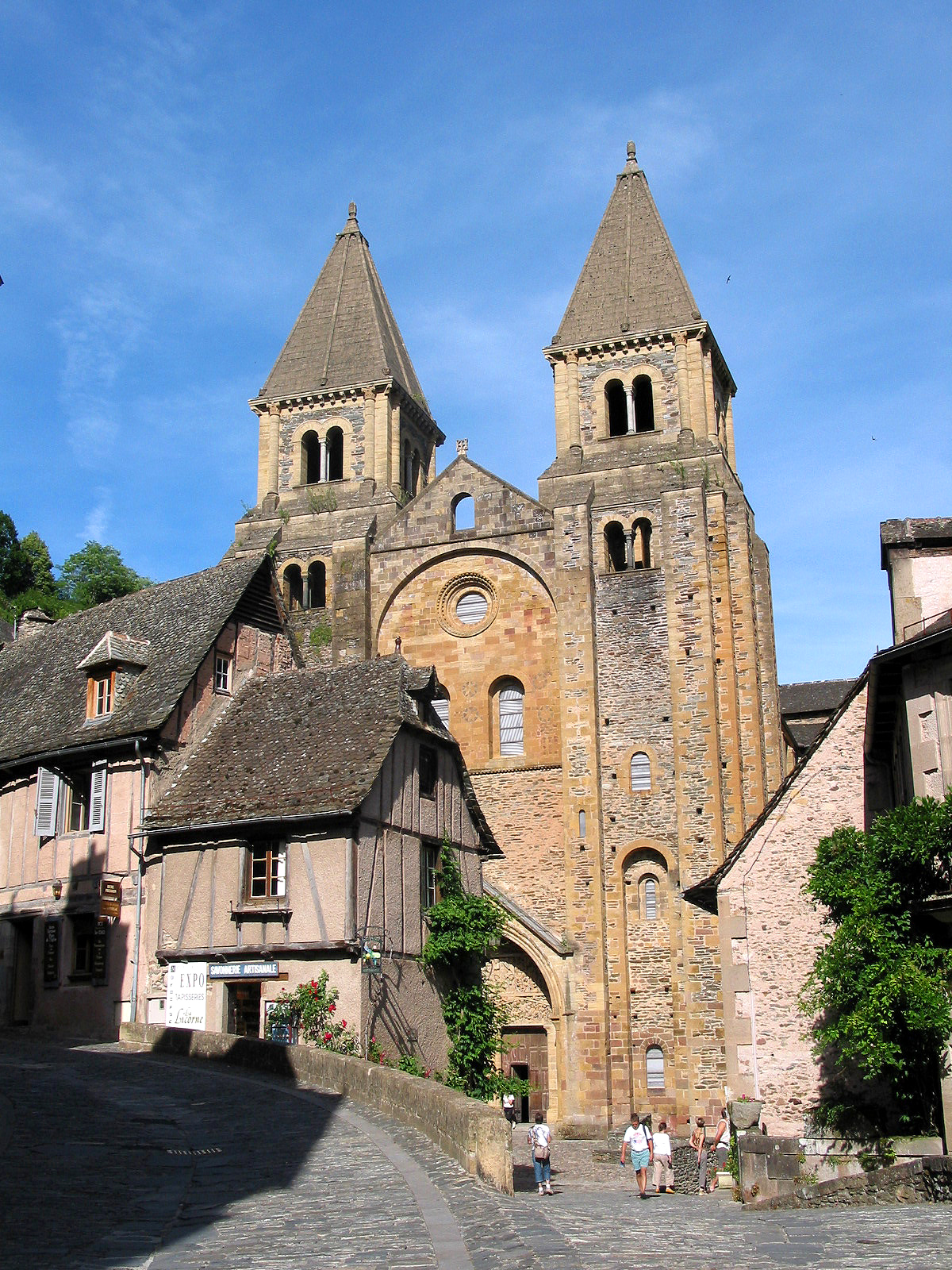
Mutterkloster di Sainte-Foy di Conques

- Conte Ludovico, morto senza discendenti;
- Conte Walter, morto senza discendenti;
- Corrado, morto di peste nel 1094;
- Adelaide, morta di peste nel 1094.

Corrado, il fratello più giovane del vescovo Ottone, espresse sul letto di morte il desiderio di costruire una chiesa e un convento con i suoi beni. Così la chiesa di Sainte-Foy fu costruita a Schlettstadt, sul modello della chiesa del Santo Sepolcro, e accanto ad essa fu costruito un monastero per i monaci benedettini che furono portati dall'abbazia di Sainte-Foy a Conques, dove ancora oggi si trova il reliquiario di Sainte-Foy.
La madre di Ottone, Ildegarda, poi venerata come santa, fu particolarmente coinvolta in questa fondazione, alla quale donò diversi possedimenti attorno ai torrenti Wittisheim e Orschweiler nell'anno della sua morte, nel 1094. I suoi quattro figli donarono al monastero tutte le proprietà che avevano a Schlettstadt. Il monastero era sotto la direzione dell'abbazia di Conques; il duca Federico possedeva i diritti di baliaggio. L'atto di donazione dei quattro fratelli è datato 23 luglio 1095. Inoltre, Ottone donò anche la chiesa e la decima di Fouchy al priorato di Saint-Fides.

### Carriera
Prima della sua carriera episcopale, Ottone fu coinvolto nella politica della sua stirpe, in quel momento una delle più importanti famiglie comitali del ducato di Svevia. Come partigiano dell'anti-ré Rodolfo di Rheinfelden, che esercitava un dominio nominale in Svevia, Bertoldo il Barbuto fu privato della Gaugrafschaft di Breisgau nel 1077, di cui aveva ripreso personalmente la guida dopo che suo figlio Ermanno si era fatto monaco, e fu trasferito a Ottone. Quando il figlio di Rodolfo, Bertoldo I, venne elevato da alcuni principi a duca di Svevia a Ulma, il re Enrico IV nominò duca di Svevia suo genero Federico, fratello maggiore di Ottone, che si fece chiamare "von Staufen" dal nome del castello che aveva costruito sullo Staufenberg. Dopo la morte di Bertoldo I, venne elevato a duca di Svevia dalla parte avversa all'imperatore nuovamente uno Zähringen, Bertoldo (II), così uno Staufer e un Bertoldingio (poi Zähringer) furono contemporaneamente infeudati di questo ducato.
Dopo la morte del suo predecessore, Teobaldo, nell'agosto del 1082, su volontà del fratello e duca Federico, Ottone fu elevato a vescovo di Strasburgo, investito dall'imperatore Enrico IV nella primavera del 1084 e poi consacrato da papa Clemente III (forse a Roma).

### Partigiani dell'imperatore nella lotta per le investiture
Come suo fratello Federico, Ottone si schierò dalla parte dell'imperatore Enrico IV nella lotta contro papa Gregorio VII. Dovette combattere contro un forte partito papale sull'Alto Reno, guidato in Alsazia dal conte Ugo di Egisheim, della stirpe degli Eticonidi, e i cui capi spirituali erano i monaci dell'abbazia di Hirsau.
Sembra che Ottone sia stato meno coinvolto nelle grandi questioni della politica imperiale, dato che il suo nome si incontra raramente. Prese parte, almeno attraverso degli inviati, ai negoziati del sinodo di Magonza del maggio 1085, che voleva stabilire un'unità della Chiesa tedesca dichiarando deposto il papa e tutti i vescovi gregoriani e bandendo l'anti-ré papale Ermanno, così come alla dieta imperiale e al sinodo di Magonza nella Quaresima dell'anno successivo. Si trova anche a Verona nel 1091 al seguito dell'imperatore. Il suo principale avversario, il conte Ugo, fu ucciso poco prima, nel settembre 1089. Fino a che punto Ottone è stato responsabile dell'omicidio di Ugo, non può essere stabilito con certezza. La tradizione vuole che il conte sia stato picchiato a morte nella sua camera da letto dagli uomini del vescovo in sua presenza. Le lotte del partito in Svevia e in Alsazia si conclusero poi nel 1089 con la sottomissione di Bertoldo II di Zähringen. L'assassinio di Ugo fu forse anche il motivo del pellegrinaggio penitenziale di Ottone a Conques nel 1090, che fu seguito dall'ampliamento della chiesa e del cimitero di famiglia donato da sua madre.

### Sottomissione, crociata e morte
Pochi anni dopo, la regione fu influenzata dell'entusiasmo per la crociata in Terra santa proclamata da papa Urbano II nel suo viaggio attraverso l'Italia e la Francia. Anche Ottone, che fino ad allora era rimasto nell'obbedienza dell'antipapa imperiale Clemente III, non poteva sfuggire al nuovo movimento religioso. Al sinodo quaresimale di Tours del 1096, si presentò davanti a papa Urbano II per ottenere il suo favore ed essere accettato nella comunità dei vescovi gregoriani. Il papa accettò la sottomissione di Ottone e lo obbligò a partecipare alla crociata come espiazione per le sue azioni. Ottone si unì al gruppo di Lorena che andò in Palestina sotto la guida del conte Goffredo di Buglione. Subito dopo la conquista di Gerusalemme, sembra che tornò subito in patria, dove è ivi documentato già alla fine del 1099.
Ottone ricevette la dignità di principe imperiale, che i suoi successori mantennero fino alla rivoluzione francese. Con questo titolo firmò l'atto di fondazione dell'abbazia di Zinsheim il 6 gennaio 1100 e morì pochi mesi dopo, il 3 agosto 1100.

## Aspetti individuali

### La costruzione di castelli in Alsazia

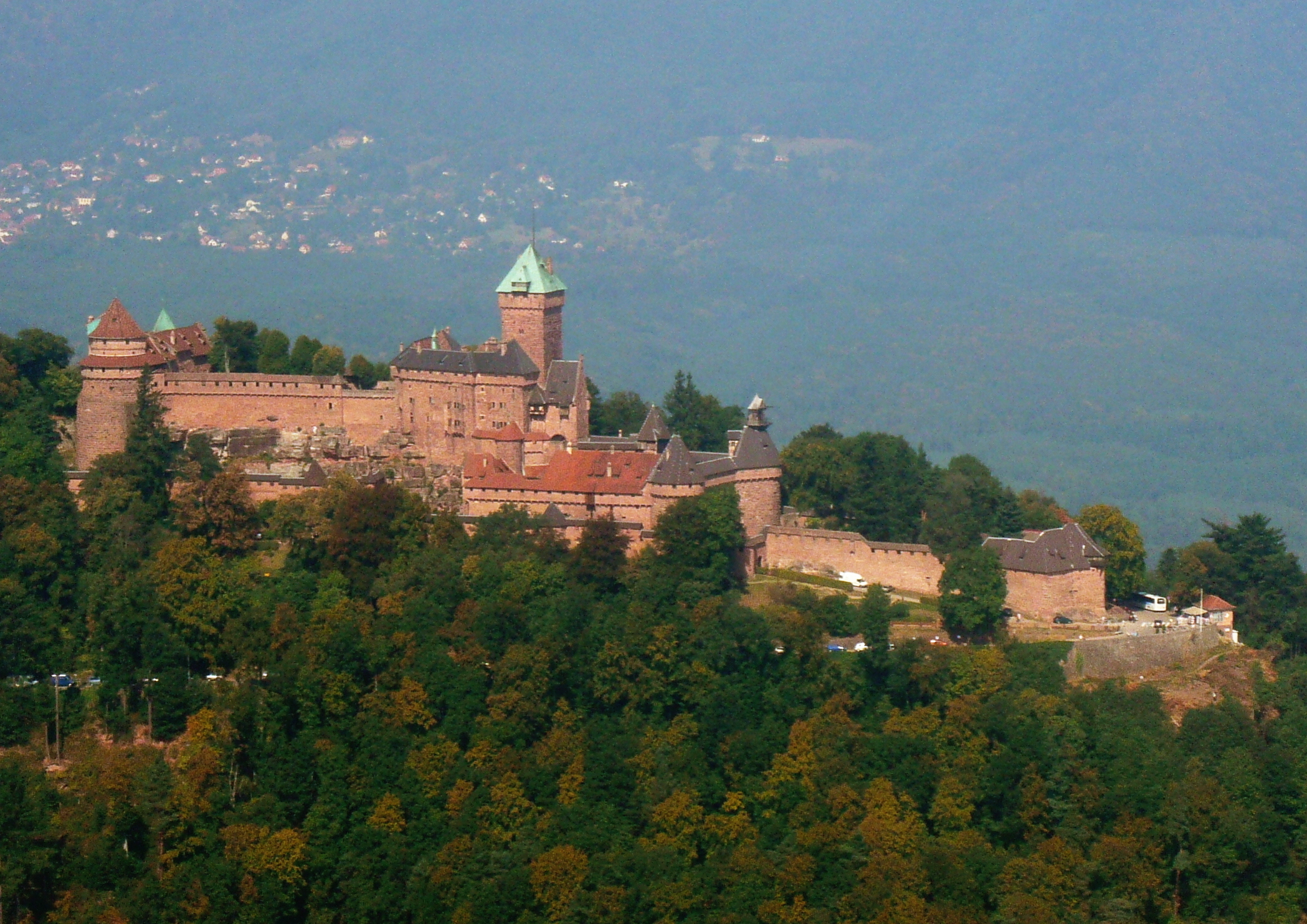
Hohkönigsburg

Federico fu incaricato da suo padre, Federico di Büren, di sorvegliare i suoi nemici in Renania, in particolare l'arcivescovo di Magonza, nell'ambito della lotta tra l'imperatore e il papa. A questo scopo fece costruire il castello di Haguenau e l'Hohkönigsburg. Il primo divenne la residenza principale di Federico Barbarossa e il secondo rimane oggi il monumento più visitato in Alsazia, anche se nella forma che l'imperatore Guglielmo II fece ricostruire nel 1865 in stile neogotico guglielmino ai fini della non molto velata politica di ri-germanizzazione dell'area, facendone in ogni caso uno dei punti di riferimento dell'attuale Alsazia.
Le condizioni politiche dei secoli XI e XII portarono la maggior parte dei governanti dei piccoli stati alsaziani a rafforzare le fortificazioni delle loro città e a costruire castelli sulle alture della regione. Poiché i sostenitori del papa risiedevano anche ad ovest, i conti, i principi-vescovi e i principi iniziarono a costruire nuovi castelli con la locale pietra arenaria rossa ai margini del loro territorio, di solito dove la valle si restringeva, sbarrando una porta d'accesso alle loro terre, reagendo all'incastellamento degli altri signori locali. Questo periodo di fortificazione modella tutt'oggi il paesaggio culturale dell'Alsazia moderna.
Secondo la tradizione, Ottone avrebbe costruito il castello di Staufenberg, dove si svolge la scena con Peter von Staufenberg nella fiaba di Melusina.

### Legislazione e conio
In un documento dell'imperatore Enrico V del 1119, si nota che Ottone facilitò la servitù del vino dei bandi alla città di Strasburgo. Il fatto che il secondo statuto della città di Strasburgo sia dovuto alla sua attività legislativa è, tuttavia, un prodotto dell'immaginazione di cronisti successivi, perché questa codificazione non è nata che un secolo dopo.
Alla fine dell'XI secolo, l'insoddisfazione di alcune città economicamente forti o di Hochstift nei confronti del dominio dei vescovi crebbe; per esempio, ci furono le prime rivolte a Metz, Strasburgo, Colmar e Verdun. I canonici delle chiese episcopali erano reclutati dalla nobiltà locale o regionale ed erano lontani dalla cerchia dirigenziale urbana. Le corporazioni e la popolazione della città sopportarono il dominio dei prelati con crescente malcontento. Sembra che il vescovo Ottone sia stato il primo vescovo di Strasburgo a concedere ai cittadini della città il diritto di eleggere i propri consiglieri comunali per l'amministrazione della città in relazione alla fine della sua disputa con il capitolo della cattedrale e altri feudi nel contesto della disputa sulle investiture nella regione dell'Alto Reno.
Durante l'episcopato di Ottone di Hohenstaufen, le monete a doppia faccia ricomparvero a Strasburgo. Il vecchio denario di Strasburgo di Guarniero I d'Asburgo differiva già dai bratteati, che erano molto comuni nell'Impero dalla metà del XII secolo. La moneta di Guarniero mostrava sul dritto il prelato a capo scoperto o con lo zucchetto e sul rovescio solo il nome del prelato; fu sostituita da una moneta durante il mandato del vescovo Ottone, che rappresentava più chiaramente di prima gli attributi del potere. Il dritto mostra il vescovo con pastorale, mitra e pallio. L'imperatore può essere visto sul rovescio.
Come i suoi predecessori e in alcuni casi i suoi successori, Ottone era un vescovo bellicoso che, come fratello del duca, si comportava più come un cavaliere che come un prete. Fu coinvolto nella fazione enriciana e inizialmente sostenne l'antipapa imperiale Clemente III durante lo scisma. La sua fedeltà all'imperatore spiega perché le monete di Strasburgo sotto il suo episcopato erano spesso miste: il dritto mostra il vescovo con il zucchetto, il rovescio l'imperatore. Altrimenti, le monete delle città e dei governanti erano solitamente dedicate solo alla città o al sovrano. La moneta coniata da Ottone mostra una mitria a due punte, uno scettro, dietro la testa è visibile il pastorale. Il motto è ODOICPP (= Odo Episcopus). L'imperatore è raffigurato sul rovescio. La monetazione mostra il legame tra imperatore e vescovo.

### Fonti
1. ↑  Franz Laubenberger: Die Herzöge von Zähringen – Rivalen der Staufer. In: Badische Heimat. Mein Heimatland. 57. Jahrgang (1977), Heft 2, S. 162–188 (hier: S. 171).
2. ↑   Biographies alsaciennes, Buchstabe H, su crdp-strasbourg.fr. in CRDP Académie de Strasbourg
3. ↑  Jean-Paul Grasser, Une Histoire de l'Alsace, Editions Jean-Paul Gisserot, 1998 - 123 Seiten, S. 21
4. ↑  « 1082-1100: Otton de Hohenstaufen, évêque de Strasbourg ». In: chateauxfortsalsace.com, Imaginalsace, 2013
5. ↑  Aloys Wilhelm Schreiber, Manuel des voyageurs sur le Rhin qui passent depuis ses sources jusqu’en Hollande, de Bade à la Vallée de la Mourg et à la Forêt noire, aux principaux environs et aux bains de ces contrées, Engelmann, 1831 – 560 Seiten, S. 72
6. ↑  Vgl. Louis Levrault,für den ganzen Abschnitt S. 222–230

### Annotazioni
1. ↑  Zitat: «Otton de Hohenstaufen, Évêque de Strasbourg au XIe siècle.» In : Base Numérique du Patrimoine d’Alsace (BNPA), 2014. Auszug: « Otton de Hohenstaufen s’engage dans le Schisme en reconnaissant l’antipape Clément III, qui le consacre évêque. Il s’attire les foudres du fougueux Manegold de Lautenbach et du champion de la cause papale, le comte Hugues VII d’Éguisheim-Dabo, neveu de Léon IX, qui s’opposent aux partisans de l’empereur. Otton envahit en 1086 le domaine de Dabo, assiège le château, mais se fait battre par le comte, qui le dépouille de ses insignes épiscopaux. Lors d’une tentative de conciliation au palais de l’évêque, Hugues VII est assassiné ».
2. ↑  Zitat: « Les Eguisheim prennent le parti du pape, alors que les évêques de Bâle et de Strasbourg, autres grands, embrassent celui de l’empereur. Cela met le pays à feu et à sang et se traduit notamment en 1089 par l’assassinat d'Hugues VI par l’évêque de Strasbourg, Otton de Hohenstaufen. »
3. ↑  Uno scambio firmato da lui a Magonza l'8 novembre 1099 tra Giovanni, vescovo di Spira, e Cuno, vescovo di Worms; cfr. Glöckler pagina 177.
4. ↑  Glöckler riferisce su questa riforma come segue: Zur Zeit des Schismas suchte Bischof Otto die Einwohner Straßburgs für die Partei des Kaisers zu gewinnen. Er gewährte ihnen deshalb die Vertreter ihrer Angelegenheiten selbst zu wählen. Jedes Jahr sollten sowohl aus den Dienern des Bischofs wie aus den Bürgern der Stadt zwölf Leute gewählt werden, von denen einer oder zwei die Geschäfte unter dem Namen Meister leiteten. Für die alten Dokumenten heißt dieser Meister Magister civium oder civitatis (Bürgermeister oder Stadtmeister). In schwierigen Fällen sollten die Räte die Schöffen berufen. Dadurch war der erste Schritt zum Munizipalregiment getan und sofort der Grundstein zur freien Republik von Straßburg gelegt. Otto ließ diese neue Gesetzgebung verkünden, bevor er ins Morgenland zog. Die Versammlung der Stiftsherren, Adeligen und Vornehmsten der Stadt wurde im bischöflichen Palast gehalten. Fonte in francese: Strasbourg: la ville au moyen-âge; Chapitre 2.4. La lutte de la bourgeoisie contre l’évêque, 2.4.1. Le développement de la ville et le premier statut municipal, encyclopdie-bseditons.fr, ultimo accesso 28 luglio 2014.